# 感覚ミュージアム
感覚ミュージアム（かんかくミュージアム）は、視覚・聴覚・嗅覚・味覚・触覚といった五感をテーマとする、日本で初めてのミュージアム。所在地は宮城県大崎市岩出山字下川原町100番地。2000年（平成12年）8月4日に開館。

## 設計
- 六角鬼丈

## 展示作家
- 福井裕司
- 多田広巳
- 市川創太
- 八木澤優記
- 松山真也
- 印デザイン
- 葉山香織
- 奥村理絵
- 宮木朝子
- 石田智子
- 吉武利文
- 田中宗隆

## アクセス
- JR東日本陸羽東線 岩出山駅より徒歩7分、または有備館駅より徒歩10分。
- 東北自動車道古川ICより15分。駐車場 大型バス4台・乗用車50台。